# مايك وولف (سياسي)
مايك وولف (بالإنجليزية: Mike Wolfe)‏ هو سياسي إنجليزي سابق. كان أول رئيس بلدية منتخب بشكل مباشر لمدينة ستوك أون ترينت حيث شغل منصبه من عام 2002 إلى عام 2005. كما كان يعمل سابقًا كمدير ل«مكتب استشارات المواطنين» في المدينة. وولف مثلي الجنس علنا.

## الحياة المهنية

### رئيس البلدية
ترك وولف حزب العمال ليترشح كمستقل في سباق رئاسة البلدية في أكتوبر 2002 وتغلب بفارق ضئيل على عضو البرلمان عن حزب العمال في مجلس عموم المملكة المتحدة جورج ستيفنسون. كان كل من وولف وخليفته مارك مريديث مثليين بشكل علني.
جاء وولف في المركز الثالث من أصل ثمانية في محاولته لإعادة انتخابه في مايو 2005 عندما حصل حزب العمال على منصب رئيس البلدية المنتخب. كانت الانتخابات ملحوظة بسبب العدد القياسي لأوراق الاقتراع الفاسدة.

### ما بعد 2005
أصبح فيما بعد كاتب عمود في الصحيفة المحلية «الحارس» (بالإنجليزية: The Sentinel)‏.